# Elise Margrete Alsand
Elise Margrete Alsand-Larsen född 26 september 1972 är en norsk före detta handbollsspelare. Hon spelade som vänsterback eller mittnia.

## Klubbkarriär
Elise Margrete Alsand spelade i klubbarna Imås IL, Øyestad IF, Sørfjell IL innan hon fick sitt genombrott i Osloklubben Nordstrand IF. Inför EM 1998 beskrivs hon av lagkamraten Susann Goksør i Dabladet som fysiskt stark, snabb och spänstig med ett hårt skott. Hon spelade för Nordstrand 1998–2001 och avslutade sedan sin karriär i Våg HK, nuvarande Vipers 2004. Hon spelade i de europeiska cupturneringarna 1998–2004 med Nordstrand och 2003–2004 med Vipers i EHF-cupen.

## Landslagskarriär
Alsand gjorde sen debut i landslaget den 1 juli 1998 i en landskamp mot Sverige då hon var 25 år gammal. Hennes främsta internationella merit är en EM-titel 1998 med Norge. Totalt spelade hon 13 landskamper för Norge, så det var en kort karriär i landslaget.